# Liste der Stolpersteine in Pasewalk

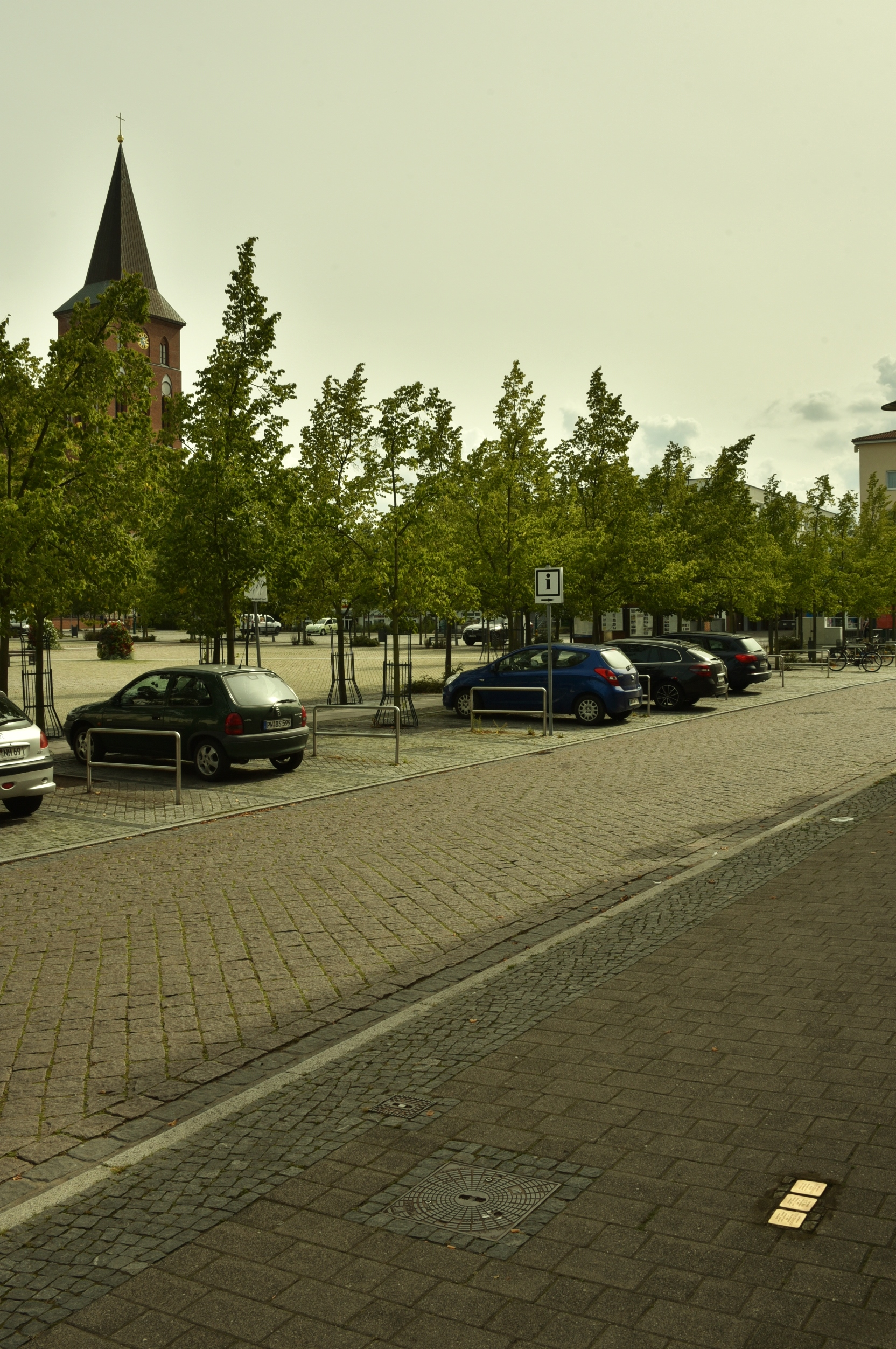
Stolpersteine für Familie Steinberg

Die Liste der Stolpersteine in Pasewalk führt die Stolpersteine in Pasewalk auf. Mit ihnen soll Opfern des Nationalsozialismus gedacht werden, die in Pasewalk lebten und wirkten. Demnig verlegt für jedes Opfer einen eigenen Stein, im Regelfall vor dem letzten selbst gewählten Wohnsitz.
Zwischen dem 1. August 2005 und dem 26. September 2016 wurden insgesamt 78 Stolpersteine verlegt.

## Verlegte Stolpersteine
In Pasewalk wurden bisher 78 Stolpersteine an 29 Adressen verlegt. Es wurden für alle Juden, die aus Pasewalk vertrieben oder deportiert wurden, Stolpersteine verlegt.
| Stolperstein | Inschrift | Verlegeort                                | Name, Leben |
| ------------ | --- | ----------------------------------------- | --- |
|              | | Baustraße ohne Haus, neben Nr. 14         | Adele Alifeld |
|              | HIER WOHNTE ADOLF ARNDT JG. 1870 DEPORTIERT 1942 THERESIENSTADT ERMORDET 12.7.1942                                          | Marktstraße gegenüber 16/18 ·             | Adolf Arndt (1870–1944)                                                                                            |
|              | HIER WOHNTE MAX BACK JG. 1874 DEPORTIERT 1941 LODZ / LITZMANNNSTADT ERMORDET 1944 AUSCHWITZ                                 | Am St. Spiritus 3 ·                       | Max Back (1874–1942)                                                                                               |
|              | | Marktstraße 14                            | Egon Behrendt |
|              | HIER WOHNTE GERTRUD BEHRENDT JG. 1899 DEPORTIERT 1943 AUSCHWITZ ERMORDET 1943                                               | Haußmannstraße 54                         | Gertrud Behrendt (1899–1943)                                                                                       |
|              | | Ueckerstraße 30                           | Kurt Behrendt |
|              | HIER WOHNTE MARTHA BEHRENDT GEB. GETZEL JG. 1873 DEPORTIERT 1942 THERESIENSTADT TOT 1943                                    | Haußmannstraße 54                         | Martha Behrendt, geborene Getzel (1873–1943)                                                                       |
|              | HIER WOHNTE PAUL BEHRENDT JG. 1860 VERTRIEBEN 1936 TOT 12.12.1939 IN BERLIN                                                 | Haußmannstraße 54                         | Paul Behrendt (1860–1939)                                                                                          |
|              | HIER WOHNTE ELSE BLAU GEB. STEINBERG JG. 1904 DEPORTIERT 1943 ERMORDET 1944 IN AUSCHWITZ                                    | Am Markt 11                               | Else Blau, geborene Steinberg (1904–1944)                                                                          |
|              | HIER WOHNTE BERNHARD BREZINSKI JG. 1924 TOT 1943 IN BERLIN                                                                  | Ueckerstraße 14/16                        | Bernhard Brezinski (1924–1943)                                                                                     |
|              | HIER WOHNTE JOSEF BRZEZINSKI JG. 1893 DEPORTIERT 1943 AUSCHWITZ ERMORDET 1943                                               | Ueckerstraße 14/16                        | Josef Brezinski (1893–1943)                                                                                        |
|              | HIER WOHNTE GERTRUD BRZEZINSKI GEB. RÄSNER JG. 1892 DEPORTIERT 1943 AUSCHWITZ ERMORDET 1943                                 | Ueckerstraße 14/16                        | Gertrud Brezinski geb. Räsner (1892–1943)                                                                          |
|              | HIER WOHNTE BETTY COHN GEB. LOEWE JG. 1867 DEPORTIERT 1942 THERESIENSTADT TOT 13.4.1943                                     | Ueckerstraße 19                           | Betty Cohn geb. Loewe (1867–1943)                                                                                  |
|              | HIER WOHNTE JENNY DAVIDSOHN GEB. COHN JG. 1868 DEPORTIERT 1942 THERESIENSTADT ERMORDET 5.7.1942                             | Ueckerstraße 14/16                        | Jenny Davidsohn geb. Cohn (1868–1942)                                                                              |
|              | HIER WOHNTE GRETE DOBRIN GEB. ZOBEL JG. 1894 DEPORTIERT 1943 AUSCHWITZ ERMORDET 1943                                        | Klosterstraße ohne Haus, neben Nr. 32     | Grete Dobrin geb. Zobel (1894–1943)                                                                                |
|              | HIER WOHNTE HERBERT DOBRIN JG. 1920 DEPORTIERT 1943 AUSCHWITZ ERMORDET 6.6.1943                                             | Klosterstraße ohne Haus, neben Nr. 32     | Herbert Dobrin (1920–1943)                                                                                         |
|              | HIER WOHNTE JULIUS DOBRIN JG. 1884 DEPORTIERT 1943 AUSCHWITZ ERMORDET 1943                                                  | Klosterstraße ohne Haus, neben Nr. 32     | Julius Dobrin (1884–1943)                                                                                          |
|              | | Marktstraße 3                             | Hedwig Ehrlich |
|              | | Am St. Spiritus 3 ·                       | Selma Ehrlich |
|              | | Baustraße ohne Haus, neben Nr. 14         | Ephraim Finkel |
|              | | Marktstraße 4                             | Wally Fischel geb. Ledermann                                                                                       |
|              | HIER WOHNTE ELSE FLATAU GEB. RÄSNER JG. 1888 DEPORTIERT 1942 THERESIENSTADT ERMORDET 1943 AUSCHWITZ                         | Ueckerstraße 14/16                        | Else Flatau geb. Räsner (1888–1943)                                                                                |
|              | HIER WOHNTE EMMY FRIEDLÄNDER JG. 1880 DEPORTIERT 1942 THERESIENSTADT 1944 AUSCHWITZ ERMORDET                                | Ueckerstraße 44–70 ·                      | Emmy Friedländer (1880–1944/45)                                                                                    |
|              | HIER WOHNTE LINA FRIEDLÄNDER VERH. BRADT JG. 1887 DEPORTIERT 1941 KOWNO ERMORDET 1941                                       | Ueckerstraße 44–70 ·                      | Lina Friedländer verh. Bradt (1887–1941)                                                                           |
|              | HIER WOHNTE MARTHA FRIEDLÄNDER VERH. COHN JG. 1879 DEPORTIERT 1941 LODZ / LITZMANNSTADT ERMORDET 8.5.1942 CHELMNO / KULMHOF | Ueckerstraße 44–70 ·                      | Martha Friedländer verh. Cohn (1879–1942)                                                                          |
|              | HIER WOHNTE IDA HAVELBURG JG. 1878 DEPORTIERT 1942 THERESIENSTADT 1944 AUSCHWITZ ERMORDET 1944                              | Baustraße 28 ·                            | Ida Havelburg (1878–1944)                                                                                          |
|              | | Am Markt 8 (Post)                         | Amalie Hermann, geborene Lehmann                                                                                   |
|              | HIER WOHNTE ERNA HEUMANN GEB. LEWIN JG. 1886 DEPORTIERT 1942 ERMORDET 1942 IN AUSCHWITZ                                     | Am St. Spiritus 3 ·                       | Erna Heumann, geborene Lewin (1886–1942) In Dessau-Roßlau wurde ein weiterer Stolperstein für Erna Heumann verlegt |
|              | | Am Markt 8 (Post)                         | Martha Hirschberg, geborene Lehmann                                                                                |
|              | HIER WOHNTE ELISABETH KÖNIGSFELD GEB. HAVELBURG JG. 1872 DEPORTIERT 1942 AUSCHWITZ ERMORDET 1943                            | Baustraße 28 ·                            | Elisabeth Königsfeld, geborene Havelburg (1872–1943)                                                               |
|              | | Am Markt 8 (Post)                         | Harry Jacobsohn |
|              | | Am St. Spiritus 3 ·                       | Ludwig Jacoby |
|              | HIER WOHNTE REGINA KLEIN JG. 1892 DEPORTIERT 1942 SOBIBOR ERMORDET 3.6.1942                                                 | Ueckerstraße 13                           | Regina Klein (1892–1942)                                                                                           |
|              | | Ueckerstraße 29                           | Erna Lazarus geb. Brilles                                                                                          |
|              | | Marktstraße 4                             | Georg Ledermann |
|              | | Am Markt 8 (Post)                         | Lilli Lehmann |
|              | | Marktstraße 6                             | Ludwig Lehmann |
|              | HIER WOHNTE KLARA LEFEBRE GEB. SCHLOCHAUER JG. 1901 DEPORTIERT 1940 PIASKI ERMORDET 1942 IM KZ LUBLIN                       | Baustraße gegenüber 80 ·                  | Klara Levebre geb. Schlochauer (1901–1942)                                                                         |
|              | HIER WOHNTE ALBERT LEFEVRE JG. 1860 DEPORTIERT 1940 LUBLIN ERMORDET 1942                                                    | Baustraße gegenüber 80 ·                  | Albert Levefre (1860–1942)                                                                                         |
|              | HIER WOHNTE ADOLF LEWIN JG. 1928 DEPORTIERT 1942 ERMORDET IN PIASKI                                                         | Am St. Spiritus 3 ·                       | Adolf Lewin (1928–1942/45)                                                                                         |
|              | HIER WOHNTE MARTHA LEWIN JG. 1882 DEPORTIERT 1942 ERMORDET 1943 IN AUSCHWITZ                                                | Am St. Spiritus 3 ·                       | Marta Lewin (1882–1943)                                                                                            |
|              | HIER WOHNTE SIEGFRIED LOEWE JG. 1862 DEPORTIERT 1940 KZ LUBLIN ERMORDET 1942                                                | Ueckerstraße 19                           | Siegfried Loewe (1862–1942)                                                                                        |
|              | HIER WOHNTE META LOUIS GEB. JOEL JG. 1868 DEPORTIERT 1942 THERESIENSTADT TOT 3.9.1942                                       | Ueckerstraße 14/16                        | Meta Louis geb. Joel (1868–1942)                                                                                   |
|              | HIER WOHNTE REGINA MANASSE GEB. HAVELBURG JG. 1872 DEPORTIERT 1942 RIGA TOT 1943                                            | Baustraße 28 ·                            | Regina Manasse, geborene Havelburg (1872–1943)                                                                     |
|              | HIER WOHNTE MARTHA MATHIAS JG. 1887 DEPORTIERT 1943 RIGA ERMORDET                                                           | Ueckerstraße 44                           | Martha Mathias (1887–1943/1945)                                                                                    |
|              | | Ueckerstraße 30                           | Siegfried Mathias                                                                                                  |
|              | HIER WOHNTE ANNELIESE MICHAELIS JG. 1908 DEPORTIERT 1942 ERMORDET 1943 IN AUSCHWITZ                                         | Am St. Spiritus 3 ·                       | Anneliese Michaelis (1908–1943)                                                                                    |
|              | HIER WOHNTE ELSE MICHAELIS GEB. LEWIN JG. 1881 DEPORTIERT 1943 ERMORDET 1943 IN AUSCHWITZ                                   | Am St. Spiritus 3 ·                       | Else Michaelis geb. Lewin (1881–1943)                                                                              |
|              | HIER WOHNTE RAFAEL MICHAELIS JG. 1872 DEPORTIERT 1943 ERMORDET 1943 IN AUSCHWITZ                                            | Am St. Spiritus 3 ·                       | Rafael Michaelis (1872–1943)                                                                                       |
|              | HIER WOHNTE MARGARETE MICHEL GEB. STERNBERG JG. 1877 DEPORTIERT 1942 THERESIENSTADT TOT 19.4.1944                           | Am Markt 27                               | Margarete Michel geb. Sternberg (1877–1944)                                                                        |
|              | HIER WOHNTE MARTHA NATHANSOHN GEB. LOEWE JG. 1864 DEPORTIERT 1942 THERESIENSTADT ERMORDET 5.12.1942                         | Ueckerstraße 19                           | Martha Nathanson geb. Loewe (1864–1942)                                                                            |
|              | HIER WOHNTE THERESE OSTHEIM GEB. ABRAHAMSOHN JG. 1868 DEPORTIERT 1942 ERMORDET 1943 IN RIGA                                 | Klosterstraße, Parkplatz                  | Therese Ostheim, geborene Abrahamson (1868–1943)                                                                   |
|              | HIER WOHNTE GERALDINE PLESS GEB. AHRONFELD JG. 1863 DEPORTIERT 1942 THERESIENSTADT TOT 6.12.1942                            | Marktstraße ohne Haus, gegenüber Nr. 44 · | Geraldine Pless, geborene Ahronfeld (1863–1942)                                                                    |
|              | HIER WOHNTE BIANKA PUTZIGER GEB. HIRSCHLAFF JG. 1811 DEPORTIERT 1942 GLUSK ERMORDET 1942 IN MAJDANEK                        | Grünstraße 35 ·                           | Bianka Putziger, geborene Hirschlaff (1811–1942)                                                                   |
|              | HIER WOHNTE BLANKA ROSENTHAL GEB. MATHIAS JG. 1894 DEPORTIERT 1942 RIGA ERMORDET 29.10.1942                                 | Ueckerstraße 44                           | Blanka Rosenthal, geborene Mathias (1894–1942)                                                                     |
|              | HIER WOHNTE ARTHUR ROSENZWEIG JG. 1901 DEPORTIERT 1940 LUBLIN ERMORDET 1942                                                 | Grünstraße 59                             | Arthur Rosenzweig (1901–1942)                                                                                      |
|              | HIER WOHNTE GUSTAV ROSENZWEIG JG. 1862 DEPORTIERT 1940 LUBLIN ERMORDET 1942                                                 | Grünstraße 59                             | Gustav Rosenzweig (1862–1942)                                                                                      |
|              | HIER WOHNTE HEDWIG SALEMON GEB. LOEWE JG. 1865 DEPORTIERT 1942 THERESIENSTADT 1942 TREBLINKA ERMORDET 1943                  | Ueckerstraße 19                           | Hedwig Salemon geb. Loewe (1865–1943)                                                                              |
|              | HIER WOHNTE JENNY SÄNGER JG. 1856 DEPORTIERT 1942 THERESIENSTADT TOT 2.3.1943                                               | Ueckerstraße 21                           | Jenny Sänger (1856–1943)                                                                                           |
|              | HIER WOHNTE SIEGBERT SÄNGER JG. 1878 DEPORTIERT 1942 GHETTO WARSCHAU ERMORDET                                               | Ueckerstraße 14/16                        | Siegbert Sänger (1878–1942/1944)                                                                                   |
|              | HIER WOHNTE BENNO SCHLOCHAUER JG. 1864 DEPORTIERT 1940 KZ LUBLIN ERMORDET 1942                                              | Baustraße 48/49 ·                         | Benno Schlochauer (1864–1942)                                                                                      |
|              | HIER WOHNTE LINA SCHLOCHAUER GEB. STEINBERG JG. 1867 DEPORTIERT 1940 PIASKI ERMORDET 22.5.1940 IM KZ LUBLIN                 | Baustraße 48/49 ·                         | Lina Schlochauer geb. Steinberg (1867–1940)                                                                        |
|              | HIER WOHNTE SIEGBERT SCHLOCHAUER JG. 1903 DEPORTIERT 1940 PIASKI ERMORDET 1942 IN MAJDANEK                                  | Baustraße 48/49 ·                         | Siegbert Schlochauer (1903–1942)                                                                                   |
|              | HIER WOHNTE GERTRUD SEGALL GEB. STERNBERG JG. 1881 VOR DEPORTATION FLUCHT IN DEN TOD 22.1.1942                              | Am Markt 27                               | Gertrud Segall geb. Sternberg (1881–1942)                                                                          |
|              | HIER WOHNTE SARAH STANKOWSKI GEB. GORTATOWSKI JG. 1869 TOT 17.6.1943 VOR DER DEPORTATION                                    | Marktstraße ohne Haus, gegenüber Nr. 44 · | Sarah Stankowski geb. Gortatowski (1869–1943)                                                                      |
|              | HIER WOHNTE BETTY STEINBERG GEB. BERLOWITZ JG. 1876 DEPORTIERT 1943 ERMORDET 1943 IN AUSCHWITZ                              | Am Markt 11                               | Betty Steinberg geb. Berlowitz (1876–1943)                                                                         |
|              | HIER WOHNTE JACOB STEINBERG JG. 1877 DEPORTIERT 1941 TOT 1943 IN LODZ / LITZMANNSTADT                                       | Baustraße 48/49 ·                         | Jacob Steinberg (1877–1943)                                                                                        |
|              | HIER WOHNTE JULIUS STEINBERG JG. 1873 DEPORTIERT 1943 THERESIENSTADT TOT 9.1.1944                                           | Am Markt 11                               | Julius Steinberg (1873–1944)                                                                                       |
|              | HIER WOHNTE MAX STEINBERG JG. 187X DEPORTIERT 1942 AUSCHWITZ ERMORDET 13.2.1943                                             | Baustraße 48/49 ·                         | Max Steinberg (187X-1943)                                                                                          |
|              | HIER WOHNTE MAX STERNBERG JG. 1873 DEPORTIERT 1942 THERESIENSTADT TOT 10.11.1942                                            | Am Markt 27                               | Max Sternberg (1873–1942)                                                                                          |
|              | | Am Markt 8 (Post)                         | Max Teller |
|              | HIER WOHNTE THEA TOSK GEB. BAYER JG. 1904 DEPORTIERT 1940 PIASKI ERMORDET 1942 IN MAJDANEK                                  | Grünstraße 59                             | Thea Tosk geb. Bayer (1904–1942)                                                                                   |
|              | HIER WOHNTE FRIEDA TRANSLATEUR GEB. PUTZIGER JG. 1905 DEPORTIERT 1943 ERMORDET 1943 IN AUSCHWITZ                            | Ueckerstraße 27                           | Frieda Translateur geb. Putziger (1905–1943)                                                                       |
|              | HIER WOHNTE HUGO TRANSLATEUR JG. 1883 DEPORTIERT 1943 ERMORDET 1943 IN AUSCHWITZ                                            | Ueckerstraße 27                           | Hugo Translateur (1883–1943)                                                                                       |
|              | HIER WOHNTE SELMA WESTENBERG GEB. HAVELBURG JG. 1874 DEPORTIERT 1942 RIGA TOT 1943                                          | Baustraße 28 ·                            | Selma Westenberg geb. Havelburg (1874–1943)                                                                        |
|              | HIER WOHNTE GERTRUD ZOBEL GEB. SIMON JG. 1888 DEPORTIERT 1940 BELZYCE ERMORDET IN LUBLIN                                    | Baustraße 48/49 ·                         | Gertrud Zobel geb. Simon (1888–1943)                                                                               |
|              | HIER WOHNTE JOHANNA ZOBEL GEB. LEWY JG. 1863 DEPORTIERT 1940 BELZYCE ERMORDET 1940 IN LUBLIN                                | Neuer Markt 11/13                         | Johanna Zobel geb. Lewy (1863–1940)                                                                                |
| \|           | HIER WOHNTE MAX ZOBEL JG. 1888 ?                                                                                            | Baustraße 48/49 ·                         | Max Zobel |

## Verlegedaten
- 1. August 2005
- 24. August 2006
- 14. September 2007
- 9. Juli 2008
- 13. Juni 2009
- 21. August 2010
- 8. August 2011
- 1. September 2012
- 10. August 2013
- 21. Oktober 2014
- 26. September 2016: zehn Stolpersteine (darunter Adolf Lewin)